# Сеймур (Індіана)
Сеймур (англ. Seymour) — місто (англ. city) в США, в окрузі Джексон штату Індіана. Населення — 21 569 осіб (2020).

## Географія
Сеймур розташований за координатами 38°56′41″ пн. ш. 85°53′33″ зх. д. / 38.94472° пн. ш. 85.89250° зх. д. (38.944819, -85.892393).  За даними Бюро перепису населення США в 2010 році місто мало площу 29,60 км², з яких 29,58 км² — суходіл та 0,01 км² — водойми. В 2017 році площа становила 31,34 км², з яких 31,33 км² — суходіл та 0,01 км² — водойми.

## Демографія
Згідно з переписом 2010 року, у місті мешкали 17 503 особи в 6907 домогосподарствах у складі 4514 родин. Густота населення становила 591 особа/км².  Було 7719 помешкань (261/км²).
Расовий склад населення:
| - 90,3 % — білих - 1,3 % — чорних або афроамериканців - 1,2 % — азіатів - 0,2 % — корінних американців - 0,1 % — вихідців з тихоокеанських островів - 5,1 % — осіб інших рас |

До двох чи більше рас належало 1,8 %. Частка іспаномовних становила 11,5 % від усіх жителів.
За віковим діапазоном населення розподілялося таким чином: 25,3 % — особи молодші 18 років, 61,3 % — особи у віці 18—64 років, 13,4 % — особи у віці 65 років та старші. Медіана віку мешканця становила 35,5 року. На 100 осіб жіночої статі у місті припадало 95,1 чоловіків;  на 100 жінок у віці від 18 років та старших — 93,4 чоловіків також старших 18 років.
Середній дохід на одне домашнє господарство  становив 54 867 доларів США (медіана — 44 310), а середній дохід на одну сім'ю — 61 965 доларів (медіана — 54 650). Медіана доходів становила 37 669 доларів для чоловіків та 31 579 доларів для жінок. За межею бідності перебувало 17,1 % осіб, у тому числі 25,9 % дітей у віці до 18 років та 6,9 % осіб у віці 65 років та старших.
Цивільне працевлаштоване населення становило 8694 особи. Основні галузі зайнятості: виробництво — 33,9 %, роздрібна торгівля — 16,1 %, освіта, охорона здоров'я та соціальна допомога — 15,8 %.